# Вальмі
Вальмі́ (фр. Valmy) — муніципалітет у Франції, у регіоні Гранд-Ест, департамент Марна. Населення — 261 особа (01.01.2021).
Муніципалітет розташований на відстані близько 180 км на схід від Парижа, 34 км на північний схід від Шалон-ан-Шампань.

## Історія
Поблизу Вальмі якого 20 вересня 1792 року, під час Великої Французької революції, відбувся перший бій між армією революційної Франції та військами контрреволюційної антифранцузької коаліції. В цій збройній сутичці французи здобули скромну військову, але велику моральну перемогу для Революції.

## Демографія
Динаміка населення ( ):
Розподіл населення за віком та статтю (2006):
| Стать | Всього | До 15 років | 15-24 | 25-44 | 45-64 | 65-85 | Понад 85 |
| --- | ------ | ----------- | ----- | ----- | ----- | ----- | -------- |
| Чоловіки | 128    | 16          | 20    | 24    | 44    | 24    | 0        |
| Жінки | 152    | 24          | 20    | 44    | 44    | 20    | 0        |
| \| Статево-вікова піраміда \| Статево-вікова піраміда \| Статево-вікова піраміда \| \| ----------------------- \| ----------------------- \| ----------------------- \| \| Чоловіки \| Вік \| Жінки \| \| 0 \| 85 + \| 0 \| \| 0 \| 80-84 \| 8 \| \| 4 \| 75-79 \| 4 \| \| 0 \| 70-74 \| 4 \| \| 20 \| 65-69 \| 4 \| \| 0 \| 60-64 \| 24 \| \| 16 \| 55-59 \| 0 \| \| 16 \| 50-54 \| 16 \| \| 12 \| 45-49 \| 4 \| \| 4 \| 40-44 \| 24 \| \| 8 \| 35-39 \| 16 \| \| 8 \| 30-34 \| 4 \| \| 4 \| 25-29 \| 0 \| \| 0 \| 20-24 \| 8 \| \| 20 \| 15-20 \| 12 \| \| 4 \| 10-14 \| 8 \| \| 8 \| 5-9 \| 4 \| \| 4 \| 0-4 \| 12 \| |        |             |       |       |       |       |          |
| Статево-вікова піраміда |        |             |       |       |       |       |          |
| Чоловіки | Вік    | Жінки       |       |       |       |       |          |
| 0 | 85 +   | 0           |       |       |       |       |          |
| 0 | 80-84  | 8           |       |       |       |       |          |
| 4 | 75-79  | 4           |       |       |       |       |          |
| 0 | 70-74  | 4           |       |       |       |       |          |
| 20 | 65-69  | 4           |       |       |       |       |          |
| 0 | 60-64  | 24          |       |       |       |       |          |
| 16 | 55-59  | 0           |       |       |       |       |          |
| 16 | 50-54  | 16          |       |       |       |       |          |
| 12 | 45-49  | 4           |       |       |       |       |          |
| 4 | 40-44  | 24          |       |       |       |       |          |
| 8 | 35-39  | 16          |       |       |       |       |          |
| 8 | 30-34  | 4           |       |       |       |       |          |
| 4 | 25-29  | 0           |       |       |       |       |          |
| 0 | 20-24  | 8           |       |       |       |       |          |
| 20 | 15-20  | 12          |       |       |       |       |          |
| 4 | 10-14  | 8           |       |       |       |       |          |
| 8 | 5-9    | 4           |       |       |       |       |          |
| 4 | 0-4    | 12          |       |       |       |       |          |

## Економіка
2010 року серед 178 осіб працездатного віку (15—64 років) 134 були активними, 44 — неактивними (показник активності 75,3%, у 1999 році було 68,6%). З 134 активних мешканців працювало 120 осіб (67 чоловіків та 53 жінки), безробітними було 14 (7 чоловіків та 7 жінок). Серед 44 неактивних 11 осіб було учнями чи студентами, 23 — пенсіонерами, 10 були неактивними з інших причин.

У 2010 році в муніципалітеті числилось 120 оподаткованих домогосподарств, у яких проживали 297,5 особи, медіана доходів виносила 19 837 євро на одного особоспоживача